# Marcus Asinius Marcellus
Marcus Asinius Marcellus was een zoon van Marcus Asinius Agrippa en consul in 54. Hij was later een gerespecteerd senator gedurende de regering van Nero. 
In 60 betrokken Vinicius Rufinus en Terentius Lentinus, beiden equites, hem en Antonius Primus bij hun gesjoemel met het testament van Domitius Balbus. Hij legde namelijk een valse getuigenis af, niet zozeer omwille van het feit dat hij de regels van fatsoen aan zijn laars wilde lappen, maar wel omdat hij armoede als de allergrootste ellende ervoer. Op voorspraak van Nero werd Marcellus gespaard van straf, maar niet van de schande.

## Antieke bron
- Tac., Ann. XII 64.1, XIV 40.2.